# Code de l'expropriation pour cause d'utilité publique
En droit français, le code de l'expropriation pour cause d'utilité publique regroupe et organise, dans un code officiel en vigueur, les textes législatifs et réglementaires relatifs au droit de l'expropriation. Il fixe notamment les règles relatives à la déclaration d'utilité publique et à l'indemnisation des propriétaires.
La procédure d'expropriation est divisée en deux phases. La phase administrative qui permet de déterminer les terrains affectés par l'expropriation. La phase judiciaire qui permet de transférer la propriété des terrains à l'autorité expropriante et d'indemniser les propriétaires et autres titulaires de droits.
Le régime juridique de l'expropriation est dominé par la règle énoncée à l'article 17 de la déclaration des droits de l'homme et du citoyen selon laquelle "La propriété étant un droit inviolable et sacré, nul ne peut en être privé, si ce n'est lorsque la nécessité publique, légalement constatée, l'exige évidemment, et sous la condition d'une juste et préalable indemnité."
Pour reprendre les principes posés par ce texte, la nécessité de l'expropriation est constatée par un acte administratif : la déclaration d'utilité publique. L'indemnité est fixée, sauf accord amiable, par un juge judiciaire spécialisé : le juge de l'expropriation. La prise de possession ne peut intervenir qu'un mois après le paiement ou la consignation de l'indemnité.